# 德国技术合作公司

GIZ

德国国际合作机构（GIZ）创建于1975年，是德国政府所有的一家推动国际合作的服务性企业，主要接受德国经济合作与发展部（BMZ）等德国政府部门以及别国政府委托，支持德国伙伴国的发展和改革。其总部设在法兰克福附近的埃施博恩。
德国国际合作机构目前在世界各地同130多个国家以及世界银行、欧洲联盟、联合国开发计划署、亚洲开发银行等国际组织和机构开展合作。